# بهار قاسمی
بهار قاسمی (زادهٔ ۲۳ فروردین ۱۳۶۸) بازیگر ایرانی است. او بازیگری را  با حضور در دوره‌های تخصصی بازیگری زیرنظر امیر دژاکام آموخت. سال ۱۳۹۶ در نمایش نیلوفر و نفت به کارگردانی امیر دژاکام ایفای نقش کرد. او با بازی در فیلم طلاخون (۱۳۹۸) به کارگردانی ابراهیم شیبانی و سریال نمایش خانگی خون سرد (۱۴۰۰) به شهرت رسید.
او سال ۱۴۰۲، در بخش مسابقهٔ اصلی جشنواره فیلم‌های درون خانوادگی روسیه موفق به کسب جایزه بهترین بازیگر زن در اولین حضور خود شد.

## فیلم‌شناسی
سینما
| سال  | عنوان           | کارگردان        | نقش   | منبع   |
| ---- | --------------- | --------------- | ----- | ------ |
| ۱۴۰۲ | ماه پنهان       | محمدرضا یکانی   |       | [ ۴ ]  |
| ۱۳۹۹ | نیمه بلند دختر  | علیرضا مهران    |       | [ ۵ ]  |
| ۱۳۹۹ | مخفیگاه         | بنیامین نادعلی  |       | [ ۶ ]  |
| ۱۳۹۹ | کتاب سرخ        | امین زندگانی    |       | [ ۷ ]  |
| ۱۳۹۸ | آلرژی           | محمدداوود عسگری |       | [ ۸ ]  |
| ۱۳۹۸ | طلاخون          | ابراهیم شیبانی  | ناهید | [ ۹ ]  |
| ۱۳۹۸ | مطرب            | مصطفی کیایی     |       | [ ۱۰ ] |
| ۱۳۹۷ | برای دخترم ترمه | پدرام زمانی     |       | [ ۱۱ ] |
| ۱۳۹۳ | جت‌کات           | علیرضا جوان     |       | [ ۱۲ ] |
| ۱۳۹۳ | گور طلایی       | فرشاد ارج       |       | [ ۱۳ ] |

مجموعهٔ تلویزیونی
| سال  | عنوان   | کارگردان      | نقش         | منبع   |
| ---- | ------- | ------------- | ----------- | ------ |
| ۱۴۰۳ | غریبه   | سروش محمدزاده | مژگان صولتی | ‌       |
| ۱۴۰۰ | اکازیون | حماسه پارسا   |             | [ ۱۵ ] |
| ۱۳۹۸ | ملکاوان | احمد معظمی    |             | [ ۱۶ ] |

شبکهٔ نمایش خانگی
| سال  | عنوان               | کارگردان        | نقش       | منبع   |
| ---- | ------------------- | --------------- | --------- | ------ |
| ۱۴۰۳ | مسابقه مافیا دن     | محمدرضا درخشان  | مربی      | [ ۱۷ ] |
| ۱۴۰۳ | داریوش              | هادی حجازی‌فر    | دوست ساقی | [ ۱۸ ] |
| ۱۴۰۲ | پدرخوانده           | سعید ابوطالب    | شرکت‌کننده | [ ۱۹ ] |
| ۱۴۰۲ | ضد                  | سعید ابوطالب    | شرکت‌کننده | [ ۲۰ ] |
| ۱۴۰۲ | شب‌های مافیا: زودیاک | محمدرضا رضائیان | شرکت‌کننده | [ ۲۱ ] |
| ۱۴۰۱ | ارتش سری            | سعید ابوطالب    | شرکت‌کننده | [ ۲۲ ] |
| ۱۴۰۰ | خون سرد             | امیرحسین ترابی  | مهرنوش    | [ ۲۳ ] |

تئاتر
| سال  | عنوان          | کارگردان     | مکان                           | منبع   |
| ---- | -------------- | ------------ | ------------------------------ | ------ |
| ۱۴۰۲ | روزهای بی‌باران | سعید برجعلی  | تهران، تئاتر شهر، سالن سایه    | [ ۲۴ ] |
| ۱۳۹۷ | هامان‌کشان      | علیرضا مهران | تهران، پردیس تئاتر شهرزاد      | [ ۲۵ ] |
| ۱۳۹۶ | نیلوفر و نفت   | امیر دژاکام  | ایرانشهر، سالن ناظرزاده کرمانی | [ ۲۶ ] |